# Наскрізна обробка
Наскрізна обробка (англ. straight-through processing, STP) — процес безперервної, повністю автоматизованої обробки інформації. Первинні дані можуть формуватися як автоматичними системами, так і ручним вводом, але їхня подальша передача та обробка відбувається повністю автоматично.
У більш вузькому сенсі технологія STP передбачає, що брокерська компанія виступає в ролі автоматичного посередника між клієнтами та зовнішнім ринком. Ордери клієнтів автоматично переправляються для укладення угод на зовнішньому ринку або на великого контрагента.

## Транзакції
STP був розроблений для торгівлі акціями на початку 1990-их років у Лондоні для автоматизованої обробки на фондових ринках.
У минулому проведення платежів завжди вимагало ручної роботи. Процес часто займав кілька годин. До того ж додаткове втручання людини приводило до більшого ризику помилок.
За допомогою STP операції з грошима або цінними паперами можуть оброблюватися та укладатися того ж дня.
Платежі все ще можуть біти не STP з різних причин.
За повного впровадження STP може надати керуючим активами такі переваги, як більш короткі цикли обробки, зниження ризику розрахунків та більш низькі операційні видатки.
Деякі галузеві аналітики вважають, що 100% автоматизація – недосяжна мета. Замість цього вони просувають ідею підвищення рівнів внутрішнього STP всередині фірми, спонукаючи групи фірм працювати разом над покращенням якості автоматизації транзакційної інформації між собою, або на двосторонній основі, або як  товариство користувачів (зовнішній STP). Інші аналітики, проте, вважають, що STP буде досягнуто із появою функціональної сумісності бізнес-процесів.